# 10347 Murom
A 10347 Murom (ideiglenes jelöléssel 1992 HG4) a Naprendszer kisbolygóövében található aszteroida. Eric Walter Elst fedezte fel 1992. április 23-án.